# Pomiary (województwo lubelskie)
Pomiary – kolonia w Polsce położona w województwie lubelskim, w powiecie tomaszowskim, w gminie Jarczów.
W latach 1975–1998 miejscowość administracyjnie należała do województwa zamojskiego.
Według danych CODGiK miejsce bez zabudowy.